# Sarcopteryx brachyphylla
Sarcopteryx brachyphylla är en kinesträdsväxtart som beskrevs av Ludwig Radlkofer. Sarcopteryx brachyphylla ingår i släktet Sarcopteryx och familjen kinesträdsväxter. Inga underarter finns listade i Catalogue of Life.